# شیبائورا

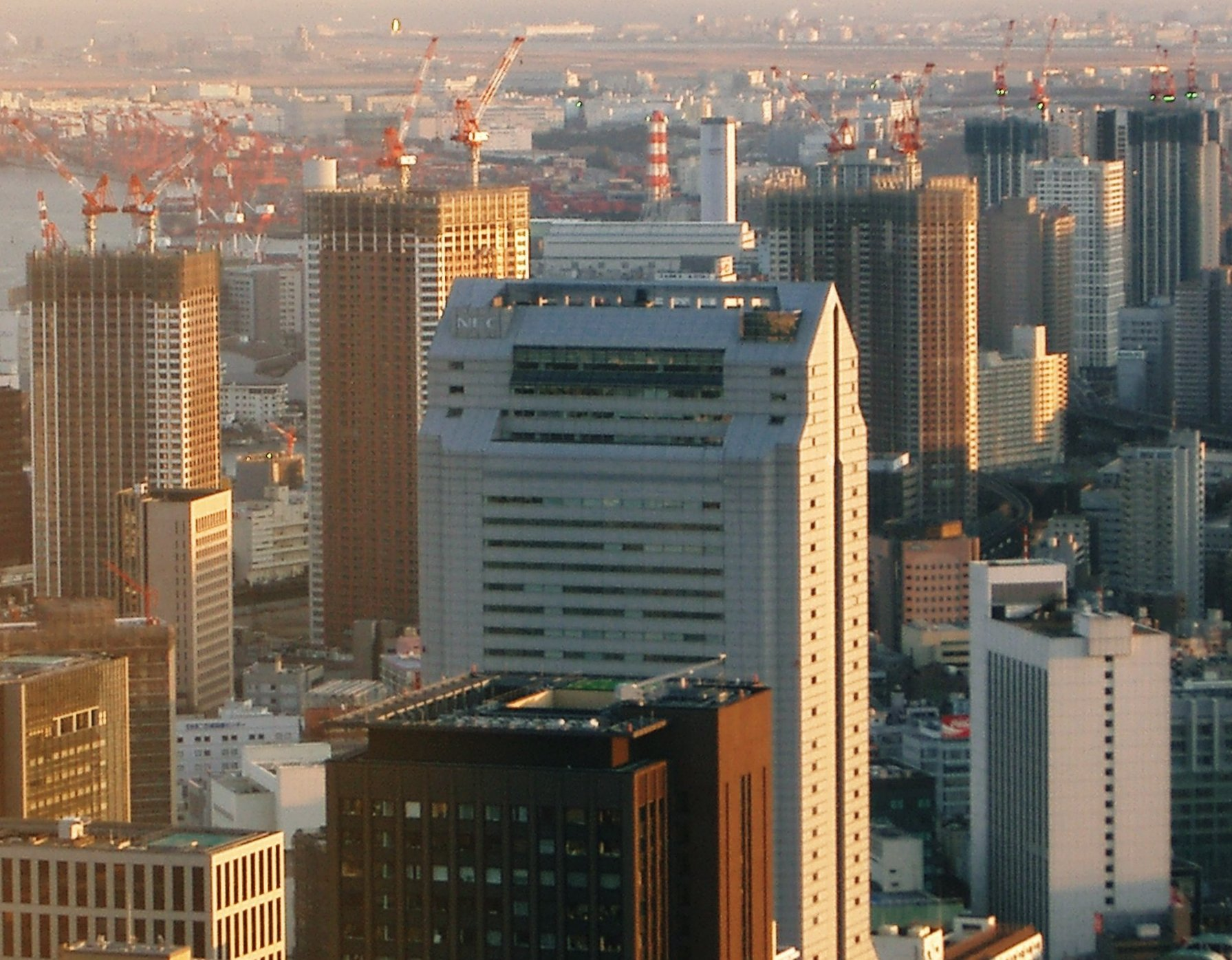
شیبائورا

شیبائورا (به ژاپنی: 芝浦, Shibaura) یکی از محله‌های توکیو پایتخت ژاپن است که در منطقهٔ میناتو واقع شده‌است.

## ایستگاه راه‌آهن
- جی آر، خط یامانوته، ایستگاه تاماچی 田町駅
- متروی توئی، خط آساکوسا ایستگاه میتا
- خط یوریکامومه، ایستگاه هینوده